# Playa de Miami (Barbados)
La Playa de Miami (en inglés: Miami Beach)  cerca de la ciudad de Oistins, es una popular playa de arena en la isla y nación de Barbados. Está situada en la costa sur de la isla, con aguas tranquilas y puntos de vista por lo general brillantes de la puesta del sol. En su lado norte se encuentra la Enterprise Beach, una bahía más acogedora y popular entre las familias. Miami Beach es muy popular entre los locales y los turistas. Cada mañana, los locales nadan en sus mares y hacen ejercicio cerca de la playa. También se toman un  descanso para practicar actividades como el bodyboard.
Una gran estación de salvavidas de color amarillo se encuentra en la unión entre Miami Beach y la playa de Enterprise. Se localiza específicamente en las coordenadas geográficas 13°03′35″N 52°32′23″O / 13.05972, -52.53972.